# Semat
Semat (ou Shemayt) est une ancienne reine égyptienne, épouse du roi Den. Elle a été enterrée près de lui à Abydos. 

## Biographie
Semat (S̆mȝy.t) est une épouse du roi Den. Elle n'est connue que par une stèle (stèle 129), aujourd'hui au musée égyptien du Caire, qui a été découverte dans la nécropole d'Oumm el-Qa'ab à Abydos où elle est enterrée près de son mari. Elle détenait des titres qui étaient associés aux reine de la Ire dynastie, :
On sait très peu de choses sur Semat, à part une stèle découverte près de la tombe de Den à Abydos. Elle détenait les titres de :
| G5 | U1 |

| G5 | U1 |

| E21 · D36 |

| E21 · D36 |

Jusqu'à la Seconde Guerre mondiale, la stèle se trouvait au Musée égyptien de Berlin, mais a été détruite pendant la guerre.